# Епископ бачки Атанасије
Атанасије Живковић (Сегедин, ? -умро 12. марта 1782, Нови Сад) био је епископ Српске православне цркве.

## Биографија
Родом је из града Сегедина. Прво је био сегедински православни парох и прота, а кад је "обудовео" постао је калуђер. Замонашио се у бачком манастиру Ковиљу 15. августа 1755. године. Одмах је постављен за игумана манастира Ковиља, и то је био до 1762. године. Он има тада и звање и викара епископа бачког.
Био је девети по реду епископ пакрачки (славонски) (1770-1781), и кратко епископ бачки (1781-1782).
Основао је у Пакрацу 1772. године Клерикалну школу, а за учитеља ангажовао Георгија Соларића.
Тражио је да пређе у епархију Бачку као Бачванин. Инсталиран од стране генерала Мартенса команданта Петроварадина, 23. јануара 1782. године. Као епископ бачки Атанасије Живковић је умро убрзо, 12. марта 1782. године и сахрањен у саборној цркви у Новом Саду.